# Kleszczewo (gmina)
Kleszczewo – gmina wiejska w województwie wielkopolskim, w powiecie poznańskim. W latach 1975–1998 gmina położona była w województwie poznańskim.
Siedziba gminy to Kleszczewo (daw. Komorniki)
Według danych z 31 grudnia 2009 gminę zamieszkiwały 6003 osoby.

## Struktura powierzchni
Według danych z roku 2002 gmina Kleszczewo ma obszar 74,77 km², w tym:
- użytki rolne: 90%
- użytki leśne: 2%

Gmina stanowi 3,94% powierzchni powiatu.

## Demografia

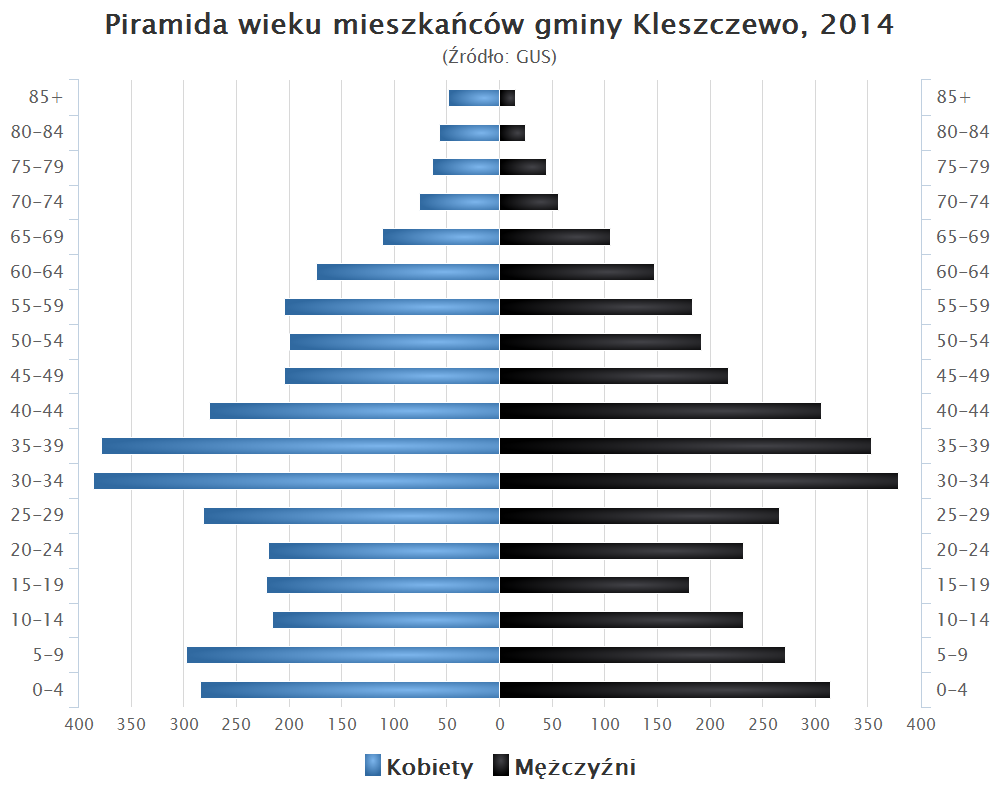
Piramida wieku mieszkańców gminy Kleszczewo w 2014 roku

Dane z 31 grudnia 2009:
| Opis                              | Ogółem | Ogółem | Kobiety | Kobiety | Mężczyźni | Mężczyźni |
| --------------------------------- | ------ | ------ | ------- | ------- | --------- | --------- |
| jednostka                         | osób   | %      | osób    | %       | osób      | %         |
| populacja                         | 6003   | 100    | 3073    | 51,2    | 2930      | 48,8      |
| gęstość zaludnienia (mieszk./km²) | 80     | 80     | 41      | 41      | 39        | 39        |

## Komunikacja
- Kleszczewo - Poznań - linia autobusowa 431 oraz 432. Informacje o liniach na stronie internetowej gminy Kleszczewo. Dodatkowo na trasie Tulce - Swarzędz kursuje linia 484 obsługiwana przez ZGK Swarzędz.
- Gowarzewo - Poznań linia autobusowa 433.

## Sąsiednie gminy
Kostrzyn, Kórnik, Poznań, Swarzędz, Środa Wielkopolska